# Magic: The Gathering – 7. kiadás
A 7. kiadás (7th Edition) egy kiegészítő a Magic: The Gathering kártyajátékhoz. A kiegészítőt 2001-ben adták ki. Ez az egyetlen olyan készlet az Alfa óta, melyben minden kártya új illusztrációt kapott. A kártyalapok szegélyei fehérek. A készlet megjelenési dátuma 2001. április 2-a volt. A készletben 350 lap kapott helyet. Ez az első alapkészlet, melyben feketeszegélyű fóliás (foil) lapok szerepeltek. A kiegészítő jelképe egy stilizált 7-es.

## 7. kiadás kezdő csomag
Annak ellenére, hogy a 7. Kiadás magasabb szintű kiegészítő, tartalmaz egy alkészletet is a kezdő játékosok számára. Ez az alkészlet nagyon hasonló a Kezdő 2000 (Starter 2000) csomaghoz. Azok a kártyák, amelyek megjelentek az alkészlet előre épített téma paklijaiban, nem jelentek meg a booster csomagokban. Várhatóan ez lesz az utolsó kezdő szintű kiegészítő csomag.
| Magic: The Gathering készletek | Magic: The Gathering készletek | Magic: The Gathering készletek |
| --- | --- | --- |
| Alap készletek: Alpha, Beta, Unlimited, Revised, 4. kiadás, 5. kiadás, 6. kiadás, 7. kiadás, 8. kiadás, 9. kiadás, 10. kiadás | | |
| Kiegészítő készletek | | |
| Korai készletek: Arabian Nights, Antiquities, Legends, The Dark, Fallen Empires, Chronicles, Homelands Jégkorszak (Ice Age) Blokk: Ice Age, Alliances, Coldsnap Délibáb (Mirage) Blokk: Mirage, Visions, Weatherlight Rath Ciklus (Rath Cycle): Tempest, Stronghold, Exodus | Urza Blokk: Urza's Saga, Urza's Legacy, Urza's Destiny Maszkok (Masques) Blokk: Mercadian Masques, Nemesis, Prophecy Invázió (Invasion) Blokk: Invasion, Planeshift, Apocalypse Kalandos Út (Odyssey) Blokk: Odyssey, Torment, Judgment Támadás (Onslaught) Blokk: Onslaught, Legions, Scourge | Mirrodin Blokk: Mirrodin, Darksteel, Fifth Dawn Kamigawa Blokk: Champions of Kamigawa, Betrayers of Kamigawa, Saviors of Kamigawa Ravnica Blokk: Ravnica: City of Guilds, Guildpact, Dissension Idő Spirál (Time Spiral) Blokk: Time Spiral, Planar Chaos, Future Sight Lorwyn Blokk: Lorwyn, Morningtide |
| Paródia készletek | Kezdő készletek | Összeállítások/újranyomott/ajándék doboz készletek |
| Unglued, Unhinged | Portal, Portal: Second Age, Portal: Three Kingdoms, Starter, Starter 2000 | Chronicles, Renaissance, Anthologies, Battle Royale, Beatdown, Deckmasters |

- 7. Kiadás honlapja